# Балтасинская волость
Балтасинская волость (Болтасинская волость, тат. بالتاچ ۋولىٰسىٰ, Baltac vulьsь, Балтач вулысы) — административно-территориальная единица в составе Казанского уезда Казанской губернии и Арского кантона Татарской АССР.
Волостное правление и квартира полицейского урядника находились в селе Малые Лызи.
В настоящее время территория волости находится в составе Арского и Балтасинского районов РТ.

## География
Волость граничила на западе с Мамсинской и Ново-Кишитской волостями, на юге — с Кармышской волостью, на юге — с Ново-Чурилинской и Ядыгерской волостями Мамадышского уезда, и на севере — с Уржумским и Мамлмыжским уездами Вятской губернии.

## История
Волость была образована не позднее 1860-х гг. По декрету «Об Автономной Татарской Социалистической Советской Республике» вошла в состав Казанского (с конца 1920 года — Арского кантона) Татарской АССР. 
В 1924 году укрупнена за счёт соседних волостей: Арборской волости (Верхняя Сосна, Нижняя Сосна) и Мамсинской волости (Сосмак-Пшенгер).
Упразднена в 1930 году, населённые пункты включены в состав Тюнтерского и Арского районов.

## Население
| 1883   | 1885    | 1890    | 1897    | 1926    |
| ------ | ------- | ------- | ------- | ------- |
| 12 716 | ↗12 924 | ↗13 679 | ↗14 513 | ↗19 585 |

Национальный состав (1885): татары — 8 665 чел. (86,89%), русские — 542 чел. (4,19%), прочие народности (преимущественно удмурты) — 1 152 чел. (8,92%).
Национальный состав (1920, в границах 1925 года): татары — 17 242 чел. (88,04%), удмурты — 1 596 чел. (8,15%), русские — 747 (3,81%).

### Населённые пункты
| №  | Населённые пункты           | Население (1897 год) | Население (1907 год) | Преобладающая национальность   |
| -- | --------------------------- | -------------------- | -------------------- | ------------------------------ |
| 1  | деревня Янчиково            | 1556                 | 1765                 | татары                         |
| 2  | деревня Верхний Ядыгер      | 539                  | 546                  | татары                         |
| 3  | деревня Нижний Ядыгер       | 418                  | 448                  | татары                         |
| 4  | деревня Тавзарово           | 472                  | 490                  | татары                         |
| 5  | деревня Арбаш-Пашир         | 461                  | 541                  | татары                         |
| 6  | деревня Арбаш-Шира          | 388                  | 444                  | татары                         |
| 7  | деревня Байчуринский Ключ   | 739                  | 852                  | татары                         |
| 8  | деревня Московский Ключ     | 386                  | 425                  | татары                         |
| 9  | деревня Старый Княбаш       | 551                  | 750                  | татары                         |
| 10 | деревня Новый Княбаш        | 126                  |                      | татары                         |
| 11 | село Малые Лызи             | 1034                 | 969                  | русские, удмурты               |
| 12 | деревня Большие Лызи        | 400                  | 522                  | русские, удмурты               |
| 13 | деревня Ярак-Чурма          | 146                  | 154                  | удмурты                        |
| 14 | деревня Гондырево           | 238                  | 255                  | удмурты                        |
| 15 | деревня Кородуван           | 549                  | 617                  | татары                         |
| 16 | деревня Апайкина Гарь       | 237                  | 288                  | русские                        |
| 17 | деревня Балтась             | 1461                 | 1554                 | татары                         |
| 18 | деревня Нурма-Чапшар        | 651                  | 674                  | татары                         |
| 19 | деревня Большая Нурма       | 370                  | 826                  | татары                         |
| 20 | деревня Килеево             | 679                  | 731                  | татары                         |
| 21 | деревня Нурмабаш            | 242                  | 274                  | татары                         |
| 22 | деревня Пускань             | 219                  | 225                  | татары                         |
| 23 | деревня Нурма-Курмала       | 370                  | 400                  | татары                         |
| 24 | деревня Токтамыш-Куюк       | 291                  | 321                  | татары                         |
| 25 | деревня Курмала-Биктемирово | 146                  | 179                  | татары                         |
| 26 | деревня Карелино            | 635                  | 674                  | татары                         |
| 27 | деревня Апазово             | 1125                 | 1363                 | татары (мусульмане и крещёные) |
| 28 | деревня Шунбаш              | 84                   | 129                  | татары (крещёные)              |

## Инфраструктура
В начале XX века на территории волости находилось 23 мечети, 2 церкви, 17 мектебов, 3 земские школы, 3 школы Братства святителя Гурия и 1 женская школа грамотности.
В 1914 году в 2916 дворах насчитывалось 2194 лошади, 7279 овец, 167 коз, 111 свиней и 2466 голов рогатого скота; за крестьянами числилось 28250 десятин удобной земли.

## Транспорт
Через волость проходил Казанско-Пермский почтовый тракт; в д. Кородуван находилась почтовая станция этого тракта и почтово-телеграфное отделение.

## Люди, связанные с волостью
- Гузаиров, Камиль Сабирович (1927—2005).
- Зиятдинов, Баки Шаймуллович (1930—2014).
- Медведев, Григорий Сергеевич (1904—1938).
- Нафикова, Сарвар Нафиковна (1925—2012).
- Ягъфәр Яппаров (1924—2002).
- Яковлев, Иван Васильевич (1881—1931).